# زهير المظفر
زهير المظفر (صفاقس، 20 ديسمبر 1948) ، سياسي وقانوني تونسي

## سيرته
يتولى منصب الوزير المعتمد لدى الوزير الأول المكلف بالوظيفة العمومية والتنمية الإدارية. يحمل المظفر دكتوراة الدولة وشهادة التبريز في القانون العام والعلوم السياسية وقد عمل لعدة سنوات كأستاذ في القانون العام والعلوم السياسية بالجامعة التونسية. كلف بين 1989 و1992 بخطة الأمين القار المكلف بالدراسات والتكوين بالتجمع الدستوري الديمقراطي، ثم عين عام 1992 كرئيس للمجلس الدستوري خلفا لصلاح الدين بالي، وفي عام 1995 كلف بإدارة مركز الدراسات والتكوين بالتجمع ثم في نوفمبر 1999 بإدارة المعهد التونسي للدراسات الاستراتيجية. دخل الحكومة في 10 نوفمبر 2004 كوزير معتمدا لدى الوزير الأول مكلفا بالوظيفة العمومية والتنمية الإدارية ثم عين في 14 جانفي 2010 وزيرا لأملاك الدولة والشؤون العقارية خلفا لرضا قريرة، إلا أنه لم يطول في شارع باريس ليعود لمنصبه الأول في 12 أكتوبر 2010 وذلك حتى 17 يناير 2011. يعتبر المظفر أحد منظري القانون الدستوري والانتخابي في تونس وله عدد من المؤلفات في هذا الصدد مثل كتاب «مدخل إلى القانون الدستور» (1994) و«جمهورية الغد: الأسس والأبعاد» (2002). ينتمي المظفر إلى اللجنة المركزية للتجمع الدستوري الديمقراطي منذ 1998. متزوج وأب لثلاثة أبناء.

## أوسمة
وقع توسيمه يوم 7 نوفمبر 2009 بالصنف الأكبر لوسام السابع من نوفمبر.